# Чорна (Хмельницький район)
Чо́рна — село в Україні, у Староостропільській сільській громаді Хмельницького району Хмельницької області. Населення становить 448 осіб. До 2020 орган місцевого самоврядування — Староостропільська сільська рада.

## Символіка
Затверджений 25 червня 2024р. рiшенням №11 сесії сільської ради. Автор - В.М.Напиткін.

### Герб
Щит розділений шахово сріблом і зеленим у чотири тракти і три вертикальних рядки, перше поле срібне. В срібних полях лазурові круги, у верхньому середньому зеленому полі золота восьмипроменева зірка, в інших зелених полях по золотому дубовому листку в стовп. Унизу картуша напис "ЧОРНА".

### Прапор
Квадратне полотнище розділене горизонтально на три рівновеликі смуги - білу, зелену, білу. На верхній і нижній смугах по три синіх круга в ряд, в центрі середньої жовта восьмипроменева зірка, по сторонам від якої два жовтих вертикальних дубових листка.

### Значення символів
Шість кругів на срібному - шість озер що є в селі. Зірка - символ Богородиці, на ознаку місцевого храму. Дубові листки - символ лісів навколо села.

## Історія
7 (20) листопада 1917 року, відповідно до Третього Універсалу Української Центральної Ради, увійшло до складу Української Народної Республіки.
12 червня 2020 року, відповідно до розпорядження Кабінету Міністрів України № 727-р «Про визначення адміністративних центрів та затвердження територій територіальних громад Хмельницької області», увійшло до складу Староостропільської сільської громади.
19 липня 2020 року, після ліквідації Старокостянтинівського району, село увійшло до Хмельницького району.

## Відомі люди
В поселенні народились:
- Жулінський Микола Васильович (* 1953) — український художник монументально-декоративного мистецтва, живописець.
- Соботович Володимир Олександрович (1937—1973) — український перекладач, прозаїк.